# Royal Australian Regiment

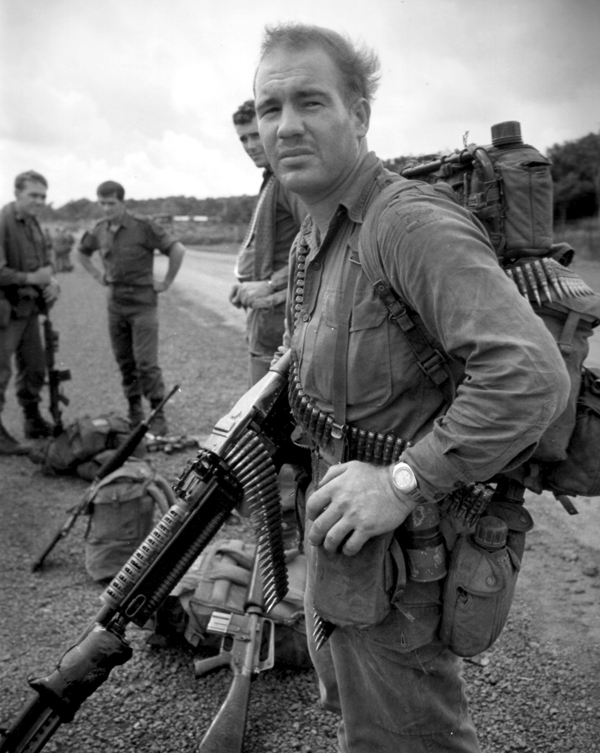
Soldat australien du Royal Australian Regiment au Sud-Vietnam armé d'une Saco M60 dans le cadre de la première force opérationnelle australienne durant la guerre du Vietnam.

Grand régiment de l'armée australienne, le Royal Australian Regiment (en français régiment royal australien) comprend quasiment tous les bataillons d'infanterie de l'armée de terre australienne.

## Organigramme
Début 2006, il est constitué de 6 bataillons :
- 1er bataillon (bataillon d'infanterie légère) [abréviation : 1 RAR],
- 2e bataillon (bataillon d'infanterie légère) [abréviation : 2 RAR],
- 3e bataillon (bataillon parachutiste) [abréviation : 3 RAR],
- 4e Bataillon (bataillon commando) [abréviation : 4 RAR],
- 5e/7e bataillon (bataillon d'infanterie mécanisée), équipé de véhicules blindés à chenilles [abréviation : 5/7 RAR],
- 6e bataillon (bataillon d'infanterie légère) [abréviation : 6 RAR].

Il est prévu dans les prochaines années de transformer le 3 RAR en bataillon d'infanterie mécanisée et de l'attacher à la 1re brigade (cf. http://www.defence.gov.au/army/hna/default2.htm).